# Tribe On Line
Tribe On Line è stata una trasmissione radiofonica in onda dalle 20.00 alle 21.00 sull'emittente italiana m2o. Il programma, condotto ciclicamente dai dj Fabio Amoroso, Simone Girasole e Alberto Remondini, trasmette canzoni di vario genere, intramezzati dalla linea diretta con i messaggi degli ascoltatori al numero verde della radio. Da qui il nome della trasmissione.
Il programma in precedenza si chiamava solo Tribe e andava in onda dalle 20.00 alle 22.00 (fino al 2005) e dalle 21.00 alle 22.00 (2006 - 2007) in cui mixavano anche Chiara Robiony e Provenzano DJ. Il programma è stato rinnovato con l'avvento del nuovo palinsesto avvenuto il 5 marzo 2007.
Il programma ha anche ospitato dj famosi (italiani e non), come Danijay, Dj Lhasa, Gigi D'Agostino, Dj Cerla, Maurizio Gubellini, Federico Franchi e The House Keepers.